# Битка за Карантан
Битка за Карантан је сукоб у Другом светском рату између падобранских јединица Армије САД и немачког Вермахта током Битке за Нормандију. Битка је трајала између 10. и 15. јуна 1944. на прилазима и у самом граду Карантану.
Циљ америчких снага је био осигурање прилаза плажама на којима је извршен десант, и постављање одбрамбене линије против очекиваног контраудара немачких снага. Немачке одбрамбене снаге су имале циљ да што држе задрже град у свом поседу и ту дочекају појачање са југа. Циљеви су им били и онемогућавање спајања искрцаних трупа, као и могућност напада којим би снаге на полуострву Котентин биле одсечене.
Карантан је бранила 6 падобранска регимента, 2 батаљона трупа са истока, као и остатак немачких снага у окружењу. Као појачање је требало да стигне 17. СС панцергренадирска дивизија, али је њихов долазак успорен због недостатка залиха и напада савезничких авиона. У склопу савезничког падобранског искрцавања у Нормандији је избачена и 101. ваздушно-десантска дивизија са циљем освајања Карантана.
Америчке снаге су успешно оствариле циљ и ослободиле прилаз насипу у Карантан током 10. и 11. јуна. Недостатак муниције је натерао немачке снаге да се повуку током 12. јуна. Током 13. јуна је пристигло појачање у виду 17. СС дивизије, које је у почетку извршило успешан противудар, који је на крају био јалов, због пристизања снага из 2. америчке оклопне дивизије, које су завршиле осигуравање града и околине.